# Irina Agolakova
Irina Arkadyevna Agalakova (Ирина Аркадьевна Агалакова), née le 12 mars 1965, est une biathlète soviétique puis russe. 

## Biographie
Irina Agolakova fait ses débuts internationaux en Coupe du monde en décembre 1990 aux Saisies, où elle monte directement sur le podium avec le troisième rang a l'individuel puis gagne une course par équipes à Ruhpolding et un relais à Antholz, où elle est aussi troisième du sprint durant la saison 1990-1991. Elle se classe neuvième du classement général. Aux Championnats du monde 1991, elle est vingtième du sprint.
Elle n'obtient plus aucun podium lors du reste de sa carrière qu'elle prolonge jusqu'en 1996.
Elle devient entraîneuse après sa carrière sportive.

## Palmarès

### Coupe du monde
- Meilleur classement général : 9e en 1991.
- 2 podiums individuels : 2 troisièmes places.
- 1 victoire en course par équipes.
- 2 podiums en relais : 1 victoire et 1 deuxième place.